# Flensborgsamlingen
Flensborgsamlingen eller Den kongelige Samling af Nordiske Oldsager var en samling af oldsager i Hertugdømmet Slesvig, som blev fundet i første halvdel af 1800-tallet i Angel, Sundeved, Als, Ærø og det øvrige Sønderjylland. De betydeligste elementer i samlingen var mosefundene fra Torsbjerg Mose 1858 til 1861 og Nydam Mose (herunder Nydambåden) 1859 til 1863.
Arkæologen Conrad Engelhardt spillede en afgørende rolle for samlingen i perioden 1852 til 1864. Samlingen havde til huse i Flensborg lærde Skole og senere i Stænderhuset. Den voksede hurtigt bl.a. grundet Engelhardts mange fund og de oldsager, han købte eller fik som gave til samlingen og hurtigt udstillede. I årene kort før 1864 var Flensborgsamlingen efter Nationalmuseet i København det næststørste museum i Danmark. Efter krigen i 1864 blev Flensborgsamlingen en brik i det politiske spil mellem Danmark og Tyskland. Engelhardt forsøgte at sikre samlingen som fortsat dansk ejendom, men måtte udlevere den største del af samlingen til tyskerne i 1868. 1874 blev museet nedlagt og 1877 overførtes genstandene til det daværende museum i Kiel "das Museum vaterländischer Alterthümer".
Efter den 1. og 2. verdenskrig forsøgte man uden held at få samlingen tilbage til Danmark. I dag opbevares den største del af Flensborgsamlingen i det arkæologiske museum på Gottorp Slot i Slesvig by. Mindre dele havnede pa bymuseet i Flensborg og på det arkæeologiske museum i Berlin. I Danmark kan dele af Flensborgsamlingen findes på Nationalmuseet og på Moesgaard Museum.

## Ekstern henvisning og kilde
- Flensborgsamlingen 1852-1864 og dens skæbne Arkiveret 20. september 2020 hos  Wayback Machine